# Liste des monuments historiques de Lille (Belgique)
Cette page regroupe l'ensemble des monuments classés de la ville de Lille.
| Objet                                                         | Statut du classement? | Année de construction/architecte | Section communale | Adresse               | Coordonnées                      | Numéro d'inventaire | Illustration                     |
| ------------------------------------------------------------- | --------------------- | -------------------------------- | ----------------- | --------------------- | -------------------------------- | ------------------- | -------------------------------- |
| (nl) Sterk aangepaste hoeve                                   |                       |                                  | Lille             | Beek 31               | 51° 14′ 07″ nord, 4° 49′ 58″ est | 47404               | Téléverser                       |
| (nl) 'T Hoefke, gerenoveerd woonstalhuisje                    |                       |                                  | Lille             | Borze 23              | 51° 14′ 23″ nord, 4° 50′ 07″ est | 47405               | Téléverser                       |
| (nl) Boskapel                                                 | Oui                   |                                  | Lille             | Boskapelstraat        | 51° 13′ 58″ nord, 4° 49′ 18″ est | 47407               | Téléverser                       |
| (nl) Landbouwcomplex met bewaarde olierosmolen                | Oui                   |                                  | Lille             | Broekzijstraat        | 51° 14′ 04″ nord, 4° 48′ 22″ est | 47409               | Téléverser                       |
| (nl) Landbouwcomplex met bewaarde olierosmolen                | Oui                   |                                  | Lille             | Broekzijstraat 24     | 51° 14′ 04″ nord, 4° 48′ 22″ est | 47409               | Téléverser                       |
| (nl) Dorpswoning                                              |                       |                                  | Lille             | Broekzijstraat 121    | 51° 14′ 48″ nord, 4° 48′ 28″ est | 47410               | Téléverser                       |
| (nl) Sint-Annakapel                                           | Oui                   |                                  | Lille             | Kapelstraat           | 51° 14′ 36″ nord, 4° 49′ 25″ est | 47412               | Téléverser                       |
| (nl) Parochiekerk Sint-Pieter                                 | Oui                   |                                  | Lille             | Kerkstraat 1          | 51° 14′ 17″ nord, 4° 49′ 25″ est | 47413               | Téléverser                       |
| (nl) Vrijstaande burgerwoning                                 |                       |                                  | Lille             | Kerkstraat 12         | 51° 14′ 19″ nord, 4° 49′ 23″ est | 47414               | Téléverser                       |
| (nl) Gerenoveerd burgerhuis                                   |                       |                                  | Lille             | Kerkstraat 14         | 51° 14′ 19″ nord, 4° 49′ 23″ est | 47415               | Téléverser                       |
| (nl) Breedhuis in neotraditionele stijl, pastorie             |                       |                                  | Lille             | Kerkstraat 22         | 51° 14′ 18″ nord, 4° 49′ 20″ est | 47417               | Téléverser                       |
| (nl) Woonstalhuis                                             |                       |                                  | Lille             | Kerkstraat 37         | 51° 14′ 17″ nord, 4° 49′ 17″ est | 47418               | Téléverser                       |
| (nl) Historische hoeve De Schrans                             | Oui                   |                                  | Lille             | Kerkstraat 79         | 51° 14′ 13″ nord, 4° 49′ 04″ est | 47419               | Téléverser                       |
| (nl) Langgestrekte hoeve                                      |                       |                                  | Lille             | Klophamer 13          | 51° 15′ 07″ nord, 4° 50′ 03″ est | 47420               | Téléverser                       |
| (nl) Hof op de Beek, dorpsvilla                               |                       |                                  | Lille             | Poederleese weg 64    | 51° 14′ 03″ nord, 4° 49′ 42″ est | 47421               | Téléverser                       |
| (nl) Gemeentehuis, thans in gebruik als politiekantoor        |                       |                                  | Lille             | Rechtestraat 7        | 51° 14′ 17″ nord, 4° 49′ 27″ est | 47422               | Téléverser                       |
| (nl) Villa                                                    |                       |                                  | Lille             | Rechtestraat 48       | 51° 14′ 26″ nord, 4° 49′ 28″ est | 47423               | Téléverser                       |
| (nl) Sterk aangepaste hoeve                                   |                       |                                  | Lille             | Rolleken 30           | 51° 16′ 05″ nord, 4° 50′ 02″ est | 47424               | Téléverser                       |
| (nl) Eertijds Zwarte Molen                                    |                       |                                  | Lille             | Verbindingsstraat 1   | 51° 13′ 55″ nord, 4° 49′ 41″ est | 47425               | Téléverser                       |
| (nl) Vrijstaande burgerwoning                                 |                       |                                  | Lille             | Wechelsebaan 18       | 51° 14′ 34″ nord, 4° 49′ 22″ est | 47426               | Téléverser                       |
| (nl) Achterin gelegen kruisweg                                |                       |                                  | Lille             | Wechelsebaan          | 51° 14′ 49″ nord, 4° 49′ 15″ est | 47427               | Téléverser                       |
| (nl) Woonstalhuis                                             |                       |                                  | Lille             | Wechelsebaan 149      | 51° 15′ 12″ nord, 4° 48′ 41″ est | 47428               | Téléverser                       |
| (nl) De Kemphaan, tot restaurant omgevormd woonstalhuis       |                       |                                  | Lille             | Wechelsebaan 194      | 51° 15′ 13″ nord, 4° 48′ 44″ est | 47429               | Téléverser                       |
| (nl) Vrijstaande dorpswoning                                  |                       |                                  | Gierle            | Beersebaan 26         | 51° 16′ 13″ nord, 4° 52′ 02″ est | 47430               | Téléverser                       |
| (nl) Neotraditioneel pand                                     |                       |                                  | Gierle            | Beersebaan 175        | 51° 16′ 55″ nord, 4° 51′ 24″ est | 47431               | Téléverser                       |
| (nl) Vrijstaand burgerhuis                                    | Oui                   |                                  | Gierle            | De Nefstraat 1        | 51° 16′ 07″ nord, 4° 52′ 03″ est | 47432               | Téléverser                       |
| (nl) Dorpswoning                                              |                       |                                  | Gierle            | De Nefstraat 27       | 51° 16′ 10″ nord, 4° 52′ 09″ est | 47433               | Téléverser                       |
| (nl) Gerenoveerde wegkapel                                    |                       |                                  | Gierle            | Hemeldonk             | 51° 16′ 18″ nord, 4° 51′ 22″ est | 47434               | Téléverser                       |
| (nl) Vrije Basisschool en Kloosterhof                         |                       |                                  | Gierle            | Kloosterstraat 26     | 51° 15′ 58″ nord, 4° 51′ 55″ est | 47435               | Téléverser                       |
| (nl) Vrije Basisschool en Kloosterhof                         |                       |                                  | Gierle            | Kloosterstraat 26B    | 51° 15′ 58″ nord, 4° 51′ 55″ est | 47435               | Téléverser                       |
| (nl) Kapel De Haspel, wegkapel                                |                       |                                  | Gierle            | Kosterstraat          | 51° 16′ 18″ nord, 4° 52′ 30″ est | 47436               | Téléverser                       |
| (nl) Hoeve met losstaande bestanddelen                        |                       |                                  | Gierle            | Middelveld 13         | 51° 15′ 54″ nord, 4° 52′ 37″ est | 47437               | Téléverser                       |
| (nl) In Stormen Sterk, windmolen                              | Oui                   |                                  | Gierle            | Molenstraat           | 51° 16′ 09″ nord, 4° 51′ 53″ est | 47438               | (nl) In Stormen Sterk, windmolen |
| (nl) Rooienkapel, of Kapel Onze-Lieve-Vrouw Bezoeking         | Oui                   |                                  | Gierle            | Rooienkapel           | 51° 16′ 36″ nord, 4° 52′ 57″ est | 47439               | Téléverser                       |
| (nl) Gemeentelijke jongensschool                              |                       |                                  | Gierle            | Schoolstraat 33       | 51° 16′ 07″ nord, 4° 51′ 49″ est | 47440               | Téléverser                       |
| (nl) Parochiekerk Onze-Lieve-Vrouw                            | Oui                   |                                  | Gierle            | Singel                | 51° 16′ 02″ nord, 4° 52′ 04″ est | 47441               | Téléverser                       |
| (nl) Openbare bibliotheek, gemeentehuis                       | Oui                   |                                  | Gierle            | Singel 1              | 51° 15′ 59″ nord, 4° 52′ 03″ est | 47442               | Téléverser                       |
| (nl) Dorpswoning                                              | Oui                   |                                  | Gierle            | Singel 3              | 51° 16′ 00″ nord, 4° 52′ 01″ est | 47443               | Téléverser                       |
| (nl) Neoclassicistisch burgerhuis                             | Oui                   |                                  | Gierle            | Singel 9              | 51° 16′ 03″ nord, 4° 52′ 01″ est | 47444               | Téléverser                       |
| (nl) Hoevecomplex                                             | Oui                   |                                  | Gierle            | Singel 19             | 51° 16′ 04″ nord, 4° 52′ 03″ est | 47445               | Téléverser                       |
| (nl) Hoevecomplex                                             | Oui                   |                                  | Gierle            | Singel 23             | 51° 16′ 04″ nord, 4° 52′ 03″ est | 47445               | Téléverser                       |
| (nl) Hoevecomplex                                             | Oui                   |                                  | Gierle            | Singel 24             | 51° 16′ 04″ nord, 4° 52′ 03″ est | 47445               | Téléverser                       |
| (nl) Kempische langsschuur                                    | Oui                   |                                  | Gierle            | Singel                | 51° 16′ 05″ nord, 4° 52′ 05″ est | 47446               | Téléverser                       |
| (nl) Vrijstaand burgerhuis                                    | Oui                   |                                  | Gierle            | Singel 25             | 51° 16′ 04″ nord, 4° 52′ 03″ est | 47447               | Téléverser                       |
| (nl) Breedhuis, oude afspanning en dorpsherberg               | Oui                   |                                  | Gierle            | Singel 35             | 51° 16′ 00″ nord, 4° 52′ 04″ est | 47448               | Téléverser                       |
| (nl) Langgestrekte hoeve                                      |                       |                                  | Gierle            | Turnhoutsebaan 15     | 51° 16′ 22″ nord, 4° 52′ 45″ est | 47449               | Téléverser                       |
| (nl) Wegkapel                                                 |                       |                                  | Gierle            | Vennestraat           | 51° 15′ 55″ nord, 4° 52′ 15″ est | 47450               | Téléverser                       |
| (nl) Dorpsvilla                                               |                       |                                  | Gierle            | Vennestraat 25        | 51° 15′ 59″ nord, 4° 52′ 11″ est | 47451               | Téléverser                       |
| (nl) Enkelhuis                                                |                       |                                  | Gierle            | Vennestraat 36        | 51° 15′ 56″ nord, 4° 52′ 11″ est | 47452               | Téléverser                       |
| (nl) Parochiekerk Sint-Jan-Baptist                            |                       |                                  | Poederlee         | Dorp                  | 51° 13′ 37″ nord, 4° 50′ 08″ est | 47453               | Téléverser                       |
| (nl) Pastorie                                                 |                       |                                  | Poederlee         | Dorp 2                | 51° 13′ 36″ nord, 4° 50′ 10″ est | 47454               | Téléverser                       |
| (nl) Rijhuis                                                  |                       |                                  | Poederlee         | Dorp 3                | 51° 13′ 38″ nord, 4° 50′ 07″ est | 47455               | Téléverser                       |
| (nl) Rijhuis                                                  |                       |                                  | Poederlee         | Dorp 5                | 51° 13′ 38″ nord, 4° 50′ 07″ est | 47455               | Téléverser                       |
| (nl) Dorpswoning                                              |                       |                                  | Poederlee         | Dorp 21               | 51° 13′ 41″ nord, 4° 50′ 06″ est | 47456               | Téléverser                       |
| (nl) Diephuis, gemeentehuis                                   |                       |                                  | Poederlee         | Dorp 30               | 51° 13′ 42″ nord, 4° 50′ 08″ est | 47457               | Téléverser                       |
| (nl) Dorpshoeve met woonstalhuis                              |                       |                                  | Poederlee         | Dorp 45               | 51° 13′ 45″ nord, 4° 50′ 04″ est | 47458               | Téléverser                       |
| (nl) Dorpswoning                                              |                       |                                  | Poederlee         | Dorp 53               | 51° 13′ 46″ nord, 4° 50′ 01″ est | 47459               | Téléverser                       |
| (nl) Dorpswoning                                              |                       |                                  | Poederlee         | Dorp 63               | 51° 13′ 47″ nord, 4° 49′ 58″ est | 47460               | Téléverser                       |
| (nl) Breedhuis, leegstaande smidse                            |                       |                                  | Poederlee         | Dorp 71               | 51° 13′ 51″ nord, 4° 49′ 57″ est | 47461               | Téléverser                       |
| (nl) Villa Tricot, dorpsvilla                                 |                       |                                  | Poederlee         | Dorp 100              | 51° 13′ 50″ nord, 4° 50′ 00″ est | 47462               | Téléverser                       |
| (nl) Heerlekapel                                              | Oui                   |                                  | Poederlee         | Heerle                | 51° 12′ 58″ nord, 4° 51′ 55″ est | 47463               | Téléverser                       |
| (nl) Kapel van het Eerwaardig Heilig Sacrament, of Heggekapel | Oui                   |                                  | Poederlee         | Heggekapel            | 51° 13′ 08″ nord, 4° 49′ 59″ est | 47464               | Téléverser                       |
| (nl) Pijlerkapelletjes De zeven weeën van Onze-Lieve-Vrouw    |                       |                                  | Poederlee         | Heggekapel            | 51° 13′ 09″ nord, 4° 49′ 53″ est | 47465               | Téléverser                       |
| (nl) Kapel                                                    |                       |                                  | Poederlee         | Heikant               | 51° 13′ 48″ nord, 4° 49′ 51″ est | 47466               | Téléverser                       |
| (nl) Gerenoveerde hoeve                                       |                       |                                  | Poederlee         | Heikant 103           | 51° 13′ 42″ nord, 4° 49′ 30″ est | 47467               | Téléverser                       |
| (nl) Gerenoveerde hoeve                                       |                       |                                  | Poederlee         | Heikant 105           | 51° 13′ 42″ nord, 4° 49′ 30″ est | 47467               | Téléverser                       |
| (nl) Hoeve met losstaande bestanddelen                        |                       |                                  | Poederlee         | Hoeven 2              | 51° 13′ 07″ nord, 4° 50′ 34″ est | 47468               | Téléverser                       |
| (nl) Langgestrekte hoeve                                      |                       |                                  | Poederlee         | Lichtaartsesteenweg 6 | 51° 13′ 32″ nord, 4° 50′ 08″ est | 47469               | Téléverser                       |
| (nl) Kleine hoeve                                             |                       |                                  | Poederlee         | Neerzand 11           | 51° 13′ 02″ nord, 4° 49′ 41″ est | 47470               | Téléverser                       |
| (nl) Kapel                                                    |                       |                                  | Poederlee         | Wijngaard             | 51° 13′ 37″ nord, 4° 50′ 32″ est | 47471               | Téléverser                       |
| (nl) Gerenoveerde hoeve met Kempische schuur                  |                       |                                  | Poederlee         | Zittaart 2            | 51° 13′ 23″ nord, 4° 48′ 36″ est | 47472               | Téléverser                       |
| (nl) Kapel Zittaart                                           |                       |                                  | Poederlee         | Zittaart              | 51° 13′ 16″ nord, 4° 48′ 45″ est | 47473               | Téléverser                       |
| (nl) Woning, gerenoveerde langgestrekte hoeve                 |                       |                                  | Poederlee         | Zittaart 21           | 51° 13′ 09″ nord, 4° 48′ 32″ est | 47474               | Téléverser                       |
| (nl) Langgestrekte hoeve                                      |                       |                                  | Wechelderzande    | Achterste Moereind 16 | 51° 15′ 16″ nord, 4° 47′ 41″ est | 47475               | Téléverser                       |
| (nl) Villa                                                    |                       |                                  | Wechelderzande    | Den Hert 2            | 51° 15′ 49″ nord, 4° 47′ 10″ est | 47476               | Téléverser                       |
| (nl) Villa                                                    |                       |                                  | Wechelderzande    | Den Hert 3            | 51° 15′ 49″ nord, 4° 47′ 10″ est | 47476               | Téléverser                       |
| (nl) Parochiekerk Sint-Amelberga                              | Oui                   |                                  | Wechelderzande    | Den Hert 4            | 51° 15′ 49″ nord, 4° 47′ 12″ est | 47477               | Téléverser                       |
| (nl) Gasthof De Keizer                                        | Oui                   |                                  | Wechelderzande    | Den Hert 5            | 51° 15′ 48″ nord, 4° 47′ 14″ est | 47478               | Téléverser                       |
| (nl) Breedhuis, afspanning Den Hert                           |                       |                                  | Wechelderzande    | Den Hert 17           | 51° 15′ 47″ nord, 4° 47′ 08″ est | 47479               | Téléverser                       |
| (nl) Breedhuis, afspanning Den Hert                           |                       |                                  | Wechelderzande    | Den Hert 19           | 51° 15′ 47″ nord, 4° 47′ 08″ est | 47479               | Téléverser                       |
| (nl) Seringenhof, neoclassicistisch landhuis                  | Oui                   |                                  | Wechelderzande    | Huidevetterstraat 11  | 51° 15′ 43″ nord, 4° 47′ 13″ est | 47480               | Téléverser                       |
| (nl) Woning Descamps                                          |                       |                                  | Wechelderzande    | Kerkepad 61           | 51° 16′ 05″ nord, 4° 46′ 55″ est | 47481               | Téléverser                       |
| (nl) Woning Helsen                                            |                       |                                  | Wechelderzande    | Moereind 31           | 51° 15′ 22″ nord, 4° 47′ 43″ est | 47482               | Téléverser                       |
| (nl) Gerenoveerde hoeve met Kempische schuur                  |                       |                                  | Wechelderzande    | Moereind 74           | 51° 15′ 23″ nord, 4° 47′ 23″ est | 47483               | Téléverser                       |
| (nl) Woonstalhuisje                                           |                       |                                  | Wechelderzande    | Molenheide 22         | 51° 16′ 17″ nord, 4° 47′ 23″ est | 47484               | Téléverser                       |
| (nl) Dorpswoning                                              |                       |                                  | Wechelderzande    | Oostmalsebaan 5       | 51° 15′ 50″ nord, 4° 47′ 04″ est | 47485               | Téléverser                       |
| (nl) Huis, molenaarswoning                                    |                       |                                  | Wechelderzande    | Oostmalsebaan 28      | 51° 15′ 55″ nord, 4° 47′ 01″ est | 47486               | Téléverser                       |
| (nl) Vrije lagere school met bijhorend klooster               |                       |                                  | Wechelderzande    | Oostmalsebaan 37      | 51° 15′ 55″ nord, 4° 46′ 59″ est | 47487               | Téléverser                       |
| (nl) Gemeentelijk centrum, Hof d' Intere                      | Oui                   |                                  | Wechelderzande    | Pastorijstraat 2      | 51° 15′ 51″ nord, 4° 47′ 18″ est | 47488               | Téléverser                       |
| (nl) Vrijstaand burgerhuis                                    |                       |                                  | Wechelderzande    | Pulsebaan 6           | 51° 15′ 46″ nord, 4° 47′ 07″ est | 47489               | Téléverser                       |
| (nl) Woning van kunstschilder Jaak Rosseels                   |                       |                                  | Wechelderzande    | Pulsebaan 15          | 51° 15′ 41″ nord, 4° 47′ 09″ est | 47490               | Téléverser                       |
| (nl) D'Akkere, langgestrekte hoeve                            |                       |                                  | Wechelderzande    | Pulsebaan 58          | 51° 15′ 34″ nord, 4° 46′ 59″ est | 47491               | Téléverser                       |
| (nl) Woonstalhuis, breedhuis                                  |                       |                                  | Wechelderzande    | Vlimmersebaan 7       | 51° 15′ 51″ nord, 4° 47′ 08″ est | 47492               | Téléverser                       |
| (nl) Woonstalhuis                                             |                       |                                  | Wechelderzande    | Vlimmersebaan 21      | 51° 15′ 54″ nord, 4° 47′ 11″ est | 47493               | Téléverser                       |
| (nl) Dorpswoningen                                            |                       |                                  | Wechelderzande    | Vlimmersebaan 40      | 51° 15′ 57″ nord, 4° 47′ 17″ est | 47494               | Téléverser                       |
| (nl) Dorpswoningen                                            |                       |                                  | Wechelderzande    | Vlimmersebaan 42      | 51° 15′ 57″ nord, 4° 47′ 17″ est | 47494               | Téléverser                       |
| (nl) Johannahoeve, hoeve met losstaande bestanddelen          |                       |                                  | Wechelderzande    | Vlimmersebaan 134     | 51° 16′ 34″ nord, 4° 47′ 11″ est | 47495               | Téléverser                       |
| (nl) Kapel                                                    | Oui                   |                                  | Wechelderzande    | Wagemansstraat        | 51° 15′ 36″ nord, 4° 47′ 28″ est | 47496               | Téléverser                       |